# Cova de l'Arcada
La Cova de l'Arcada és al terme del Bruc (l'Anoia) al massís muntanyós de Montserrat (Catalunya), molt a prop de les regions de Les Agulles i dels Frares Encantats. La Cova del Salnitre és, sens dubte, la cova més coneguda i visitada de Montserrat, però n'hi ha molt més com és el cas de la Cova de l'Arcada. Al vessant nord del serrat del Cabrit, hi ha un profund torrent amagat a l'ombra de les alzines: el de la Coma Alta. Aquest torrent, normalment sec, baixa en direcció SO fins a arribar a un salt vertical de 50 metres. Al peu d'aquest salt, trobem la Cova de l'Arcada. A diferència de la del Salnitre, la de l'Arcada no és subterrània i amb una petita entrada. És just el contrari: oberta i poc fonda, però d'unes mides colossals. El seu arc monumental té unes dimensions aproximades de 30 metres d'alçària per 60 d'amplada i 10 de fondària. Els afeccionats al barranquisme hi poden accedir des de dalt, pel Torrent de la Coma Alta, fent un ràpel fins a l'entrada de la cova.
S'hi arriba des del poble del Bruc pel carrer de les Escoles i enfilar la pujada fins al veïnat de Mas Grau. Deixem tots els carrers a mà dreta i seguim recte per la pista. Sortint de la urbanització, ignorem les pistes que surten a esquerra i a dreta, i seguim endavant per la Plana Llarga. Després d'uns 700 metres, arribem a un trencall senyalitzat amb una pista que surt a la dreta. Si anem amb cotxe, l'hem de deixar ací. Pugem per aquesta pista fins al final de la costa, on trobarem una sendera que surt a la dreta. L'agafem i seguim caminant entre pins i romaní. Arribem a una cruïlla i girem a l'esquerra en direcció nord. Al davant veiem les parets taronges del Vermell del Xincarró. Arribem al Torrent del Porquer, on el camí fa un tomb a la dreta per pujar fins al Coll del Xincarró. Al coll, el caminet gira a l'esquerra i passa un corriol que puja a les parets. Deixem el corriol i baixem al Torrent del Tambor. Seguim muntanya amunt pel fons del torrent, ignorant els senders que surten a l'esquerra en direcció a les parets de la Desdentegada. Passem a la vora de la Font d'En Xebret i remuntem el marge boscós que hi ha a peu de la cova. Ignorem els diferents corriols que surten a la dreta en direcció a les parets. El pendent se suavitza a mesura que el camí flanqueja la falda de la muntanya fins a arribar a la Cova de l'Arcada.